# باشگاه فوتبال ناسیونال (اروگوئه)
باشگاه فوتبال ناسیونال (اسپانیایی: Club Nacional de Football‎) یک باشگاه فوتبال در کشور اروگوئه است.
این باشگاه که در شهر مونته‌ویدئو قرار دارد در سال ۱۸۹۹ میلادی تأسیس شده و سابقه ۴۷ قهرمانی در لیگ برتر فوتبال اروگوئه و ۳ قهرمانی در جام لیبرتادورس در کارنامه دارد